# Beihong
Le village de Beihong (chinois : 北红村 ; pinyin : Běihóng cūn ; litt. « village rouge arctique ») est situé dans la ville de Beiji, dans le xian de Mohe, dans la province du Heilongjiang, en Chine. Connu comme le village le plus septentrional de Chine, il n'a pas encore développé d'industrie touristique.
Le village de Beihong était autrefois connu sous le nom de village de Dacaodianzi (chinois : 大草甸子村 ; pinyin : Běihóng cūn ; litt. « village de la grande prairie »). Il est situé à 53° 30′ 00″ N, 123° 03′ 00″ E, soit plus au nord que le « village de Beiji » le plus septentrional （53° 28′ 45,61″ N, 122° 21′ 36,88″ E), mais il est indiqué comme étant plus au sud que le village de Beiji sur les cartes publiées en Chine continentale en raison de distorsions. À l'est du village de Dacaodianzi se trouvait le village de Wusuli （53° 33′ 04,54″ N, 123° 17′ 17,15″ E), plus au nord que les villages de Beiji et de Beihong, tant sur les cartes publiées en Chine continentale que dans leur localisation géographique réelle. Cependant, ce village n'existe plus.
Le village de Beihong est situé dans les montagnes les plus septentrionales de la préfecture de Daxing'anling. Il est entouré de forêts primaires vierges et denses, de fruits sauvages omniprésents et de petits animaux tels que sangliers, chevreuils, lapins des neiges et gélinottes des bois. 